# Роуз, Эмили
Э́мили Ро́уз Мэ́йер (англ. Emily Rose Maier; род. 2 февраля 1981, Рентон, штат Вашингтон) — американская актриса, известная по главной роли в телесериале «Хейвен».

## Биография
Eсть младшие брат и сестра. Окончила Калифорнийский университет в Лос-Анджелесе в 2006 году и университет Вангард.
С 6 декабря 2009 года замужем за Дейреком Морганом. У них трое детей: два сына Майлз Кристиан Морган (род. 29.04.2013) и Мемфис Рэй Морган (род. 31.12.2015), и дочь Мерси Морган (род. в июне 2019).

## Карьера
Дебютировала в кино в 2006 году, сыграв одну из главных ролей в короткометражном фильме «Hurricane Party». Стала известна ролью доктора Трейси Мартин из телесериала «Скорая помощь», в котором снималась в 2008—2009 годах.
Также озвучивала одну из главных героев серии игр «Uncharted» — журналистку Елену Фишер.
С 2010 по 2015 годы снималась в телесериале «Хейвен» в роли Одри Паркер. В январе 2013 года актриса номинировалась на премию «Canadian Screen Award» за эту роль (шестая серия второго сезона «Выходной день Одри Паркер».

## Избранная фильмография
| Год       |     | Русское название         | Оригинальное название  | Роль             |
| --------- | --- | ------------------------ | ---------------------- | ---------------- |
| 2006      | кор |                          | Hurricane Party        | Precious         |
| 2007      | с   | Джон из Цинциннати       | John from Cincinnati   | Cass             |
| 2007      | кор | Быстрые свидания         | Speed Dating           | Мелани           |
| 2007      | с   | Смит                     | Smith                  | Верна            |
| 2007—2008 | с   | Братья и сёстры          | Brothers & Sisters     | Лена Браниган    |
| 2008      | кор |                          | The Orphan             | Элизабет Арнольд |
| 2008      | с   | Детектив Раш             | Cold Case              | Нэнси Паттерсон  |
| 2008      | с   | Иерихон                  | Jericho                | Триш Меррик      |
| 2008—2009 | с   | Скорая помощь            | ER                     | Трейси Мартин    |
| 2008      | кор |                          | The Last Page          | Marybell         |
| 2008      | с   | Без следа                | Without a Trace        | Аня Симонсон     |
| 2009      | с   | Говорящая с призраками   | Ghost Whisperer        | Тина Кларк       |
| 2009      | с   | Два с половиной человека | Two and a Half Men     | Дженни           |
| 2010      | тф  | Идеальный план           | Perfect Plan           | Лорен Бейкер     |
| 2010—2015 | с   | Хейвен                   | Haven                  | Одри Паркер      |
| 2012      | с   | Закон Хэрри              | Harry's Law            | Натали           |
| 2013      | тф  | Дом благодарения         | The Thanksgiving House | Мэри Росс        |